# Бубнево (Карамышевская волость)
Бубнево —  упразднённая деревня на территории Карамышевской волости Псковского района Псковской области России. Ныне урочище.

## География
Расположено на левом берегу реки Черёха, в 15 км к юго-востоку от села Карамышево.

## История
Деревня Бубнево снята с учёта решением Псковского облисполкома № 200 от 27 апреля 1988 года, путём объединения с деревней Волохово. Затем Бубнево не имея статуса населённого пункта числилось как деревня, с 2005 года, в соответствие с областным законом «Об установлении границ и статусе вновь образуемых муниципальных образований на территории Псковской области» в составе ныне упразднённой Осиновичской волости, а затем в Карамышевской волости. Законом Псковской области от 29.12.2014 № 1478-ОЗ упоминание о деревне Бубнево в законе Псковской области «Об установлении границ и статусе вновь образуемых муниципальных образований на территории Псковской области»" было исключено.